# 14 км (Кировская область)
 14 км  — населённый пункт (тип: железнодорожная будка) в Кировской области. Входит в состав муниципального образования «Город Киров». Административно подчиняется Октябрьскому району города Киров.

## География
Расположен в центральной части области, в пределах Русской равнины, на Верхнекамской возвышенности, на расстоянии примерно 8 км по прямой на запад-северо-запад от железнодорожного вокзала Киров-Котласский.
Климат
Территория городского округа Киров относится к континентальному климату умеренного пояса, с преобладанием воздушных масс континентального климата умеренных широт. Из-за близости к Северному Ледовитому океану и отсутствия барьеров для проникновения полярных воздушных масс возможны вторжения холодного воздуха, порождающие сильные морозы зимой и заморозки, резкие похолодания — летом. Из-за большого количества промышленных предприятий и жилых строений температура в городе в среднем на 1—3 С° выше окрестностей.

## История
Населённый пункт появился при строительстве железной дороги. В селении жили семьи тех, кто обслуживал железнодорожную инфраструктуру.
Известна с 1926 года как будка на 13 км.

## Население
Постоянное население не было учтено как в 2002 году, так и в 2010.
Историческая численность населения
В 1926 году в будке на 13 км 1 хозяйство и 3 жителя, в 1950 будки 12, 14, 16 км вместе 4 хозяйства и 66 жителей, в 1989 в населённом пункте 14 км 5 жителей.

## Инфраструктура
Ныне имеет дачный характер.
Путевое хозяйство. Действует железнодорожная платформа 14 км.

## Транспорт
Автомобильный и железнодорожный транспорт.